# Chaetopteryx marinkovicae
Chaetopteryx marinkovicae là một loài Trichoptera trong họ Limnephilidae. Chúng phân bố ở miền Cổ bắc.